# Folies Bergère
Folies Bergère er et verdensberømt revyteater i Paris med adressen 32 Rue Richer. Det blev indviet den 2. maj 1869. Teateret var længe kendt for sine shows med uforlignelige kostumer. Folies Bergère havde sin storhedstid fra 1890 til 1920.
Bygningen blev opført af arkitekten Plumeret i samme stil som e opera. Facaden blev fornyet i 1929 af Pico i Art deco-stil.

## Kendte kunstnere som har optrådt på "Folies Bergère"
- Cléo de Mérode, danser, 1875-1966
- Loïe Fuller (Mary Louise Fuller), danser, debuterede her i 1892
- Paul Lincke, kapelmester, 1897-1899
- Maurice Chevalier, sanger, debuterede her i 1909
- Mistinguett (Jeanne Bourgeois), debuterede her i 1911 og mødte Maurice Chevalier
- Josephine Baker, danser, sanger
- Louisa Baïleche, sanger
- Grock (Adrian Wettach), klovn
- Charlie Chaplin
- W.C. Fields, dengang jonglør, senere skuespiller
- Frank Sinatra
- Charles Aznavour
- Édith Piaf
- Ella Fitzgerald
- Benny Hill
- Elton John
- Pierre Boulez
- Dalida
- Fernandel
- Johnny Hallyday
- Jean Marais
- Marcel Marceau
- Yves Montand
- Patachou
- Ginger Rogers
- Charles Trenet

## Filmografi
- 1936: Folies Bergère de Paris af Marcel Achard og Roy Del Ruth med Maurice Chevalier, Natalie Paley, Fernand Ledoux;
- 1956: Folies-Bergère af Henri Decoin med Eddie Constantine, Zizi Jeanmaire, Yves Robert, Pierre Mondy;
- 1956: Énigme aux Folies-Bergère af Jean Mitry med Dora Doll, Claude Godard;
- 1991: La Totale af Claude Zidi med Thierry Lhermitte.

## Maleri
Det sidste berømte maleri af Édouard Manet viser en bardame på Folies Bergère og er udstillet i Courtauld Institute of Art i London.

## Galleri
- La Loïe Fuller, av Henri de Toulouse-Lautrec 1895.
- Fleur de Lotus 1893.
- La Jolie Théro.
- La Cavalieri.
- La Loïe Fuller1895.
- L'arc en ciel 1896.